# Pak Hon-yong
Pak Hon-yong (hangeul : 박헌영, hanja : 朴憲永), né dans le district de Yesan dans le Chungcheong du Sud le 28 mai 1900, mort le 5 décembre 1956?) est un résistant et homme d'État coréen. Il est largement connu sous le surnom de Yi Jung (이정, 而丁). Alors que la Corée était une province japonaise, il était un des principaux membres du parti communiste et était contraint à la clandestinité. Après le départ des Japonais, il fonde le Parti du travail de Corée du Sud en novembre 1946, un parti également illégal. Lorsque les persécutions s'intensifient, il passe en Corée du Nord en 1948 et devient ministre des affaires étrangères la même année.

## Biographie
Pak Hon-yong est né en 1900 dans le village de Sinyang. Il est issu d'une famille de la noblesse yangban. Cependant, il était l'enfant illégitime d'une concubine. Il finit ses études à Séoul en 1919. Il rejoint le parti communiste coréen dès 1921. En janvier 1922, il est à Moscou pour participer au Komintern des peuples d'extrême-orient. Accusé d'être membre du parti communiste, il est arrêté en Corée en avril 1922 et n'est libéré qu'en 1924. Il travaille ensuite comme journaliste pour le Dong-a Ilbo et le Chosun Ilbo. Il participe à la refondation du parti communiste coréen le 18 avril 1925 et s'engage dans la clandestinité. En 1926, il passe au tribunal et est assigné à résidence. Il parvient cependant à fuir en Union soviétique où il reste jusqu'en 1940.
Après la fin de la guerre mondiale, en août 1945 à Séoul, il est nommé secrétaire du parti communiste coréen. En novembre 1946, il fonde le Parti du travail de Corée du Sud et en reste le premier secrétaire jusqu'à sa fusion avec son homologue du nord en 1949. Il passe en Corée du Nord en avril 1948 pendant la préparation des élections qui allaient mener à la partition du pays. En septembre 1948, il obtient le poste de ministre des affaires étrangères de la Corée du Nord.
Le 3 août 1953, à la fin de la guerre de Corée, il est arrêté, victime d'une purge du parti envers les membres originaires du sud. Il est condamné à mort le 15 décembre 1955 pour cause d'espionnage en faveur des États-Unis. La date de sa mort reste incertaine.

## Source de la traduction
- (en) Cet article est partiellement ou en totalité issu de l’article de Wikipédia en anglais intitulé « Pak Hon-yong » (voir la liste des auteurs).